# Corrente materiale
Per corrente materiale, nell'ambito dello studio dei fenomeni di trasporto,  si intende una massa solida o fluida che attraversa un determinato percorso (ad esempio all'interno di un'apparecchiatura o di un impianto industriale). 
A seconda dello stato di aggregazione del materiale che costituisce la corrente, si parla in particolare di correnti solide, correnti liquide e correnti gassose.

## Impiego naturalistico
In natura esistono innumerevoli esempi di correnti materiali. Ad esempio i fiumi e le correnti oceaniche sono correnti liquide, mentre i venti sono correnti gassose.

## Impiego ingegneristico
Le applicazioni ingegneristiche riguardano prevalentemente la meccanica e la termochimica. Ad esempio le correnti materiali fluide scorrono in genere all'interno di sistemi di tubazioni, mentre le correnti solide vengono in genere movimentate attraverso convogliatori.
Perché i fluidi si possano muovere da un punto ad un altro è necessaria una differenza di pressione tra i due punti attraverso cui deve avvenire il moto; per stabilire tale differenza di pressione vengono utilizzate pompe, per le correnti liquide, o compressori, per le correnti gassose).

### Correnti di processo e correnti di servizio
A seconda della loro funzione, le correnti materiali possono essere suddivise in:
- corrente di processo: se trasportano il prodotto finito o materiali che saranno trasformarti nel prodotto finito;
- corrente di servizio: se trasportano materiali che partecipano indirettamente alla produzione del prodotto finito.

Ad esempio, in un impianto di produzione dell'ammoniaca, le correnti che trasportano i reagenti (azoto e idrogeno) e i prodotti sono correnti di processo, mentre le correnti che trasportano fluidi impiegati per lo scambio termico (ad esempio acqua di raffreddamento, vapore o fluidi refrigeranti) sono correnti di servizio.
Un altro esempio è dato dagli scambiatori di calore, dove si ha il contatto termico tra due correnti: una corrente trasporta il fluido di processo e l'altra corrente trasporta il fluido di servizio.

### Rappresentazione

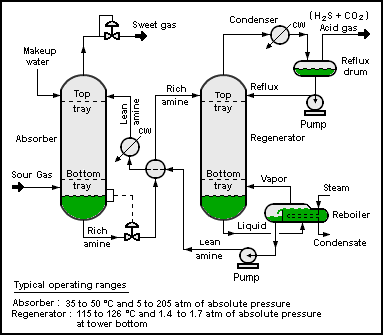
Un esempio di schema di processo. Le correnti materiali vengono indicate con delle frecce, in modo da evidenziare il verso in cui si muove la corrente.

Le correnti materiali di un impianto possono essere rappresentate in un P&ID (Piping & Instrumentation Diagram) (dove vengono inoltre indicate le apparecchiature e gli strumenti che fanno parte dell'impianto) oppure in un PFD (schema di processo). Nel caso del P&ID a ciascuna corrente è associata una sigla identificativa.
Ciascuna corrente materiale di un impianto è caratterizzata da diverse proprietà, tra cui:
- composizione
- portata
- temperatura
- pressione.

I valori di tali proprietà possono essere indicati affiancandoli alla linea che rappresenta la corrente in questione oppure possono essere raccolte in una tabella accanto alla sigla identificativa della corrente stessa.